# Kamferchinon
Kamferchinon is een organische verbinding met als brutoformule C10H14O2. De stof is structureel gezien afgeleid van kamfer, en ook verwant met bornaan.
Kamferchinon wordt gebruikt als initiator die composietvullingen laat uitharden onder invloed van ultraviolet licht.